# Giuseppe Piazzi (obispo)
Giuseppe Piazzi, (Casalbuttano, Italia, 2 de septiembre de 1907-Engelberg, Suiza, 5 de agosto de 1963) fue un obispo italiano que lideró las diócesis de Crema entre 1950 y 1953 y la de Bérgamo entre 1953 y 1953. En esta última empezó con la mejora y reconstrucción del Seminario Diocesano.

## Vida
Nacido en Casalbuttano, fue ordenado sacerdote el 26 de marzo de 1932.  Desde 1942 hasta 1950 fue sacerdote en la parroquia de San Hilario en Cremona, donde fue arrestado durante un breve lapso de tiempo por las autoridades de la República Social Italiana por su apoyo a los partisanos.
En 1950, el Papa Pío XII le nombró obispo de Crema, y en 1953 fue nombrado Obispo de Bérgamo. Durante su mandato en Bérgamo, decidió renovar el seminario diocesano y se inicia su renovación, labor que terminaría su sucesor Clemente Gaddi. A raíz de un viaje con Juan XXIII a Colombia y a instancias de éste, comienza relaciones fraternales entre su diócesis y la ciudad de Cochabamba, mandando sacerdotes a aquella ciudad para ayudar en la evangelización.
Falleció en 1963 en Engelberg, Suiza, mientras guardaba reposo en su abadía benedictina.